# La Maria Brasca
La Maria Brasca è un dramma teatrale di Giovanni Testori, scritto nel 1959 e andato in scena al Piccolo Teatro di Milano nel marzo del  1960, con la regia di Mario Missiroli, i costumi di Luciano Damiani, le musiche di Fiorenzo Carpi e con Franca Valeri nei panni della protagonista. Oltre alla straordinaria interpretazione di Franca Valeri, resta memorabile quella di Adriana Asti del 1992 al Teatro Franco Parenti di Milano.

## Trama
Maria Brasca, 27 anni, è da sempre disposta a tutto pur di ottenere ciò che vuole, ignorando i pettegolezzi della gente. Operaia presso un calzificio, abita con la sorella e il cognato ed è ancora in cerca del grande amore della sua vita. S'innamora, ricambiata, del bellissimo ventiquattrenne Romeo, un fannullone corteggiato da tutte le ragazze del quartiere. Ma quando questi le preferisce la più giovane Renata, Maria si reca dalla rivale affrontandola in un acceso confronto. La storia termina con il trionfo di Maria che soggioga, con la sua carica umana, il cuore di Romeo.

## Poetica
Terzo capitolo de I segreti di Milano, questa commedia d'impronta neorealistica è lontana dai virtuosismi linguistici e poetici delle opere in dialetto e dalla poesia sofferta dell'ultima parte della produzione dell'autore, ma il dialogo riesce comunque a dare una carica popolaresca all'opera.
Maria rappresenta l'animo passionale e anticonformista di un Paese in pieno boom economico e delle conseguenti profonde modifiche dei costumi e della morale. In anticipo di una decina d'anni rispetto al movimento femminista, la protagonista - pur desiderando di metter su casa, sposarsi e fare dei figli - rivendica il diritto di autodeterminazione della donna.